# Fontrubí
Fontrubí (oficialmente en catalán: Font-rubí) es un municipio de la comarca del Alto Panadés, provincia de Barcelona, en la comunidad autónoma de Cataluña, España. 
La capital se encuentra en el núcleo de población de Guardiola de Font-rubí, que es también donde se encuentra el ayuntamiento.

## Geografía

Localización de Fontrubí dentro del Alto Panadés

El término municipal de Fontrubí se encuentra en la comarca del Alto Panadés. Con una forma alargada y estrecha se divide en dos partes diferenciadas, la montañosa con el punto más alto en 791 m s. n. m. y la plana, con 200 m s. n. m.

## Núcleos de población
Fontrubí está formado por 16 núcleos de población o entidades.
Lista de población por entidades:
| Entidad de la población  | Habitantes (2022) |
| ------------------------ | ----------------- |
| L’Alzinar                | 122               |
| L'Avellà                 | 44                |
| Cal Semisó i la Font     | 25                |
| Can Castellví            | 164               |
| Les Cases Noves          | 29                |
| Les Casetes d'en Raspall | 69                |
| El Coll de la Barraca    | 8                 |
| Font-rubí                | 40                |
| Grabuac i la Fanga       | 133               |
| Guardiola de Font-rubí   | 499               |
| El Mas Moió              | 13                |
| La Maçana                | 51                |
| Montjuïc                 | 80                |
| Pujols, Els              | 60                |
| Sabanell                 | 18                |
| Santa María              | 91                |

## Demografía
Fontrubí cuenta con una población de 1446 habitantes (INE 2024).
| Gráfica de evolución demográfica de Fontrubí entre 1842 y 2021 |
| |
| Población de derecho según los censos de población del INE. Población de hecho según los censos de población del INE.En este censo se denominaba Fontrubí y Grabuach: 1842. |

## Administración y política
| Periodo   | Nombre                  | Partido       |
| --------- | ----------------------- | ------------- |
| 1979-1983 | Jaume Llopart i Alemany |               |
| 1983-1987 | Jaume Llopart i Alemany | Independiente |
| 1987-1991 | Jaume Llopart i Alemany | CiU           |
| 1991-1995 | Jaume Llopart i Alemany | CiU           |
| 1995-1999 | Jaume Llopart i Alemany | CiU           |
| 1999-2003 | Jaume Llopart i Alemany | CiU           |
| 2003-2007 | Jaume Llopart i Alemany | CiU           |
| 2007-2011 | Xavier Lluch i Llopart  | CiU           |
| 2011-2015 | Xavier Lluch i Llopart  | CiU           |
| 2015-2019 | Xavier Lluch i Llopart  | CiU           |
| 2019-2023 | Xavier Lluch i Llopart  | PDeCAT        |